# TV Shit
Pour les articles homonymes, voir Shit.
TV Shit est un EP du groupe Sonic Youth. Il fut publié en 1993 sur le label de Thurston Moore, Ecstatic Peace!. Le terme EP ne s'applique pas forcément à merveille ici puisque le disque ne dure en fait que 9 minutes.
Il est composé de 4 prises live d'une reprise du morceau No Part II du groupe Youth Brigade, qui consiste en fait au mot "No" crié pendant une durée variable. Ce morceau était souvent joué en tant que rappel durant les concerts de la tournée ayant suivi Dirty. Yamatsuka Eye de Boredoms apparait sur tous les morceaux, Jay Mascis de Dinosaur Jr et Mark Arm apparaissent sur le premier morceau.

## Titres
1. No Part II (1) - 0:46
2. No Part II (2) - 1:08
3. No Part II (3) - 3:25
4. No Part II (4) - 3:45